# Nordjemen i olympiska spelen
Nordjemen deltog första gången i de olympiska spelen 1984 i Los Angeles och de deltog även i spelen i Seoul 1988. 1990 enades Nordjemen med Sydjemen och de har sedan dess deltagit som Jemen.
De deltog aldrig i vinterspelen och de vann aldrig någon medalj.

## Medaljer
| Guld | Silver | Brons | Totalt antal medaljer |
| ---- | ------ | ----- | --------------------- |
| 0    | 0      | 0     | 0                     |

### Medaljer efter sommarspel
| Spel             | Guld                | Silver              | Brons               | Totalt              |
| Los Angeles 1984 | 0                   | 0                   | 0                   | 0                   |
| Seoul 1988       | 0                   | 0                   | 0                   | 0                   |
| 1992-2008        | som en del av Jemen | som en del av Jemen | som en del av Jemen | som en del av Jemen |
| Totalt           | 0                   | 0                   | 0                   | 0                   |